# Stazione di Awazu
La stazione di Awazu (粟津駅?, Awazu-eki) è una fermata ferroviaria della città di Komatsu, nella prefettura di Ishikawa in Giappone. La stazione è gestita dalla JR West e serve la linea principale Hokuriku. Fino agli anni '70, la stazione offriva anche interscambio con la linea Kanan delle ferrovie dell'Hokuriku, a oggi dismessa.

## Linee
JR West
■ Linea principale Hokuriku

## Struttura
La stazione è costituita da due marciapiedi a isola, con quattro binari passanti (di cui due facenti parte del corretto tracciato di linea, e due in deviata), collegati al fabbricato viaggiatori, realizzato in legno, da sottopassaggi. La stazione possiede una biglietteria automatica e presenziata, servizi igienici e sala d'attesa.
| 1 | ■ Linea principale Hokuriku | per Fukui e Tsuruga   |
| 2 | ■ Linea principale Hokuriku | per Kanazawa e Toyama |

## Stazioni adiacenti
| 《                        | Servizio                  | 》                        |
| Linea principale Hokuriku | Linea principale Hokuriku | Linea principale Hokuriku |
| ------------------------- | ------------------------- | ------------------------- |
| Iburihashi                | Locale                    | Komatsu                   |